# Musca hervei
Musca hervei este o specie de muște din genul Musca, familia Muscidae, descrisă de Villeneuve în anul 1922. Conform Catalogue of Life specia Musca hervei nu are subspecii cunoscute.